# Pepčín
Pepčín je zaniklý pseudorománský pětipatrový zámeček, postavený na počátku 20. století nedaleko Vlčnova na Uherskobrodsku. Hrabě Václav Robert z Kounic ho nechal zbudovat pro svoji budoucí manželku Josefínu Horovou, po které se mu dostalo lidového označení Pepčín. Dominantou kraje byl však pouhých 76 let. Na konci druhé světové války byl vydrancován, poté chátral, až byl nakonec na začátku 80. let kvůli špatnému stavu zbořen.

## Historie v datech
- 1903 – vybrán pozemek obory rozkládající se na katastru několika obcí (Vlčnov, Veletiny, Drslavice aj.), začátek stavebních prací
- 1905 – dokončení zámečku
- 1913 – hrabě Kounic umírá, hraběnka přebývá převážně v Brně, o Pepčín se stará hajný
- 1945 – 26. dubna byl zámeček vydrancován a většina vnitřního vybavení byla zničena nebo rozkradena
- 1961 – umírá hraběnka Josefína a s ní i snahy o záchranu areálu
- 1981 – 2. února je zámeček z nařízení ONV zbořen

## Popis a využití
Zámek byl vybaven a zařízen, aby sloužil nejen k bydlení majitele, ale také pro návštěvy většího počtu hostů. Tomu odpovídalo i dobové vybavení společenských místností. Hlavní z nich byl sál s bohatou štukatérskou výzdobou. Chloubou hraběte pak byla knihovna, zdobená četnými obrazy holandských mistrů. Čítala přes 3000 svazků ve francouzštině, němčině, angličtině i češtině. K areálu zámku patřily také konírny, lesopark s altánky a sypanými chodníčky, a malý ozdobný rybníček vzdálený od hlavní budovy asi čtvrt hodiny chůze. Prostorná věž zámečku s rovnou střechou byla upravena na hrazenou rozhlednu.
Za dob své slávy se stal letohrádek oblíbeným dostaveníčkem umělců a literátů, které si sem hrabě Kounic často zval. Mezi nejznámější hosty patřili například Alois Jirásek nebo J. S. Machar. Dodnes se místu, kde zámeček stával, říká Pepčín a stává se pravidelně místem konání různých akcí a cílem pěších turistů. Objevily se dokonce snahy Pepčín obnovit, a to v podobě rozhledny.